# Гаджимагомедов, Аманулла Муавиядович
Аманулла Муавиядович Гаджимагомедов (19 апреля 1995, Октябрьское, Хасавюртовский район, Дагестан, Россия) — российский борец вольного стиля. Призёр чемпионата России.

## Спортивная карьера
Является воспитанником хасавюртовской спортивной школы имени Умаханова, по другой информации «Спартака», в составе которого в ноябре 2018 года стал серебряным призёром Межконтинентального Кубка. Тренер — Иса Магомедов и Арсен Бийбулатов. В октябре 2020 года стал бронзовым призёром чемпионата России.

## Спортивные результаты
- Чемпионат России по вольной борьбе 2023 —
- Межконтинентальный Кубок 2018 — ;
- Чемпионат России по вольной борьбе 2020 —
- Турнир «Шамиль Умаханов» (Хасавюрт, 2023) - 3 место
- Турнир «Дмитрия Коркина» (Якутск, 2023) - 3 место
- Турнир «Кубок Содружества» (Владикавказ, 2023) - 2 место
- Чемпионат России (Каспийск, 2023) - 2 место
- Турнир «Кубок В. Семенова» (Нефтеюганск, 2022) - 2 место
- Турнир «Али Алиев» (Каспийск, 2022) - 1 место
- Турнир «Иван Поддубный» (Москва, 2022) - 3 место
- Чемпионат России (Наро-Фоминск, 2020) - 3 место
- Турнир «Ахмат-Хаджи Кадыров» (Грозный, 2019) - 3 место
- Турнир «Мурад Гайдаров» (Махачкала, 2019) - 2 место
- Турнир «Сослан Андиев» (Владикавказ, 2018) - 2 место
- Турнир «Сослан Андиев» (Владикавказ, 2017) - 3 место
- Турнир «Кади Абакаров» (Агвали, 2016) - 3 место
- Турнир «Сослан Андиев» (Владикавказ, 2016) - 3 место
- Турнир «Дружба — мир Кавказу» (Хасавюрт, 2014) - 3 место